# Fiat 124 Abarth Rally
La Fiat 124 Sport Abarth Rally o Fiat 124 Abarth è una vettura sportiva, derivata dal modello 124 Sport Spider, congiuntamente prodotta dalla FIAT e dalla Abarth, dal 1972 al 1975, allo scopo di partecipare ufficialmente alle competizioni nel Gruppo 4 del Campionato del mondo rally.

## Storia

### Il contesto
Già nei primi anni di produzione della "124 Sport Spider" alcuni piloti privati l'avevano impiegata in gare di rally e, nonostante il penalizzante rapporto peso-potenza, ottenne ottimi risultati, grazie alla robustezza strutturale e all'equilibrata distribuzione delle masse della vettura, che ne esaltava la tenuta di strada.
Nell'autunno del 1969 la dirigenza FIAT decise di far approntare, a un improvvisato reparto corse interno, 4 vetture per partecipare, in forma ufficiosa, al Campionato Italiano Rally e ad alcune gare del Campionato Mondiale.

### I prototipi FIAT

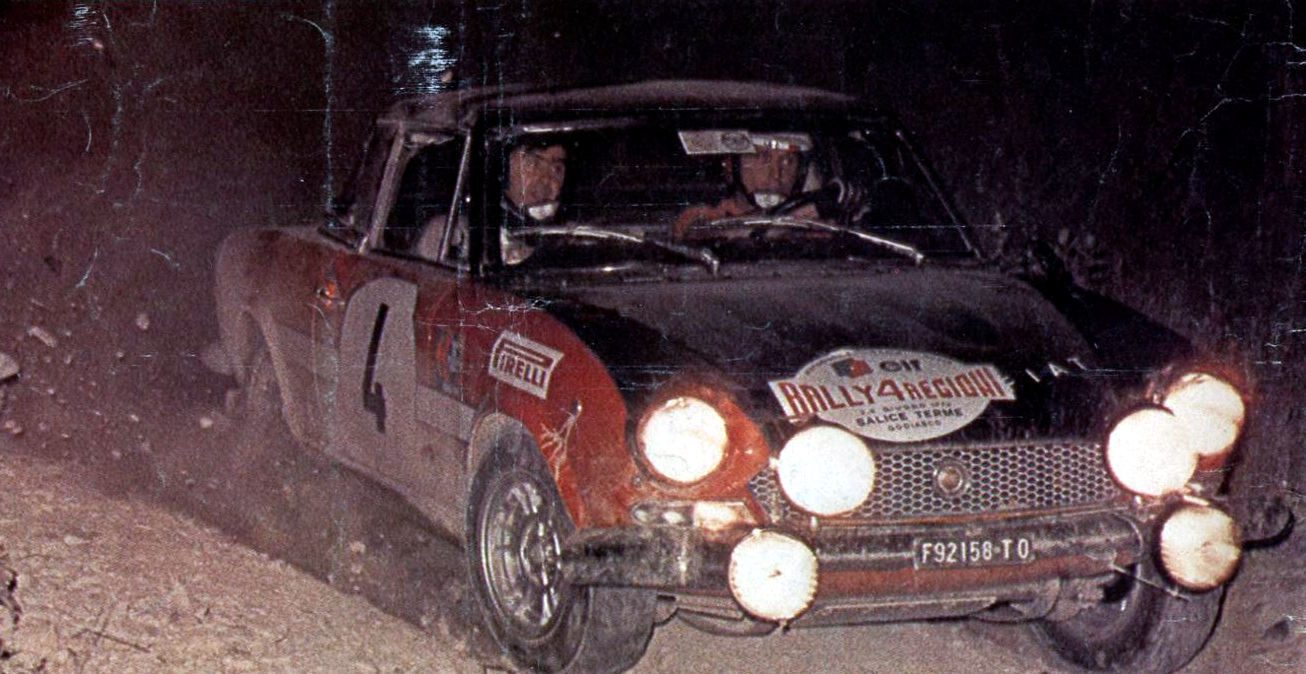
L'equipaggio Paganelli-Russo su Fiat 124 Spider al 4 Regioni del 1972

Le modifiche apportate dall'ingegner Giovanni Sguazzini e dal meccanico Almo Bosato si limitarono a innalzare la potenza del motore 1608 cm³  da 110 a 120 CV, ma furono sufficienti per ben figurare nelle varie gare, oltre ad aggiudicarsi la vittoria di classe nel Rally di Monte Carlo, la vittoria assoluta nel Rally dell'Elba e la conquista del Campionato Italiano, con l'equipaggio Alcide Paganelli-Domenico Russo.
L'imprevisto e insperato successo sollevò un grande interesse del pubblico, visto che in quegli anni le gare di Rally erano quelle maggiormente seguite nel campo automobilistico. Priva di una adeguato reparto corse, la FIAT optò per una strategia attendista, presentandosi nella stagione successiva con le stesse vetture e, contemporaneamente, concludendo l'avviata trattativa per l'acquisizione della Abarth.

### I prototipi Abarth
Un tempo incorporata l'azienda di Carlo Abarth, la FIAT ne fece il proprio reparto corse e decise di avviare la realizzazione di una vettura più competitiva, affidando la direzione del progetto "FIAT-Rally" agli ingegneri Sguazzini e Colucci.
I prototipi modificati dalla Abarth, pur contemplando numerose migliorie e un aumento della potenza a 150 CV, risultavano ancora strettamente derivati dalla produzione di serie.

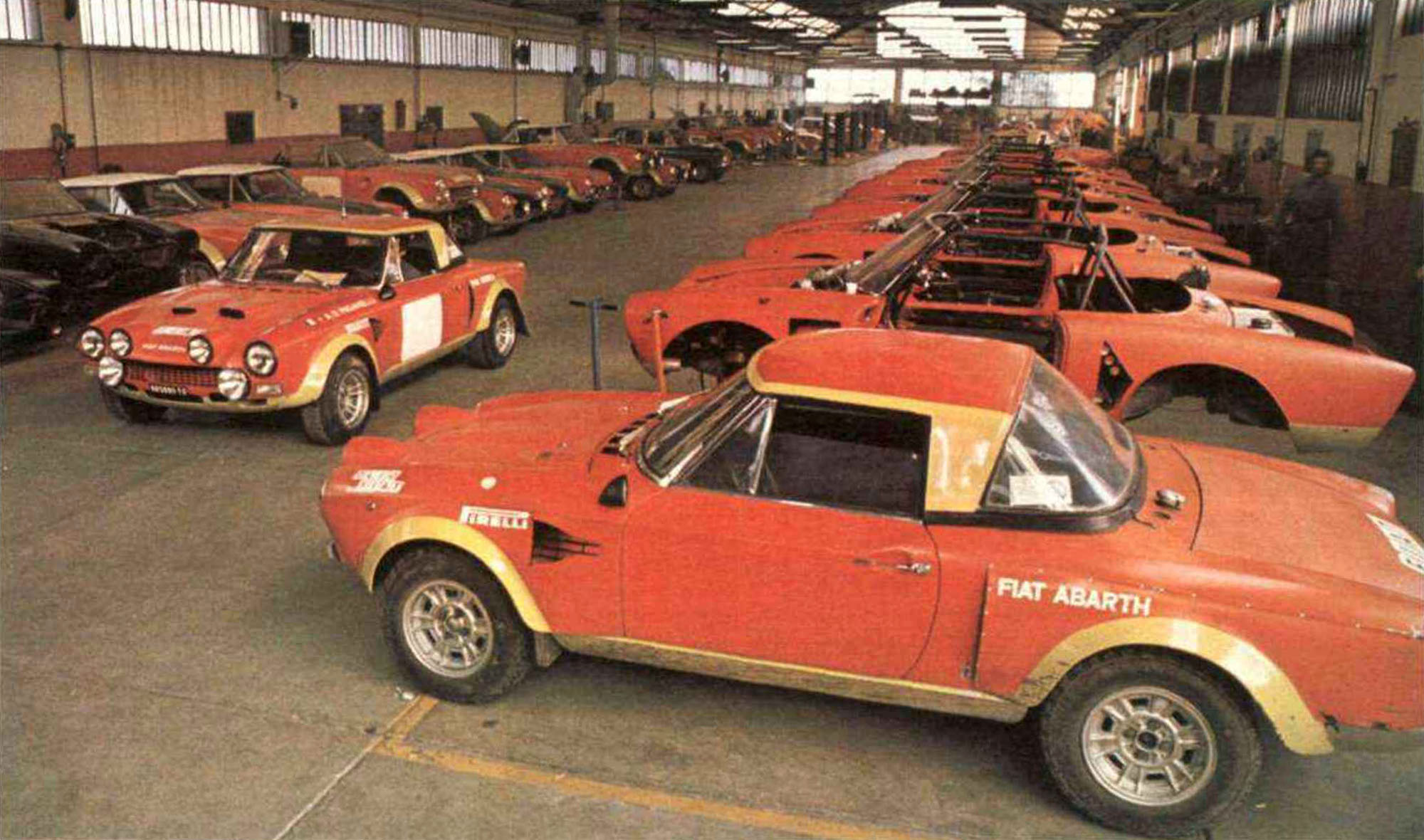
L'officina del reparto corse Abarth in Corso Marche a Torino, dove veniva elaborata la vettura, 1975 circa

La stagione sportiva del 1972, che vide la discesa in campo ufficiale della "Squadra Corse FIAT", si dimostrò fruttuosa per le "124 Abarth" che riuscirono a vincere 11 delle 21 gare disputate, aggiudicandosi il Campionato europeo rally, con l'equipaggio Pinto-Macaluso.
Molti e brillanti furono anche i risultati conseguiti dalla piccole scuderie nei campionati minori che riuscirono a rendere competitive le "124 Spider" di serie, con il kit messo in vendita dalla Abarth, la cui richiesta fu ben superiore al numero di kit prodotti.

### La Fiat-Abarth 124
Data la palese obsolescenza dell'ormai datata Lancia Fulvia Coupé e il non concluso sviluppo della Stratos la FIAT decise di affrontare la stagione sportiva 1973 facendo rappresentare il gruppo dalla "124", anche al livello mondiale.
Nel novembre 1972, al Salone di Torino fu presentata la Fiat 124 Abarth, dichiarando la costruzione entro la fine dell'anno dei 500 esemplari occorrenti all'omologazione nel Gruppo 4 - Gran Turismo Speciale.
Esteticamente simile alle 124 Sport Spider, la versione Abarth proponeva una nutrita serie di innovazioni che la rendevano profondamente diversa e discretamente competitiva verso la concorrenza sportiva estera. Oltre all'irrobustimento strutturale e meccanico e all'eliminazione di ogni particolare che ne aumentasse inutilmente il peso, il propulsore ottenne un incremento di potenza che non precludeva le doti di elasticità e che permetteva sostanziosi aumenti della stessa da parte di esperti elaboratori. Il tutto a un prezzo di listino decisamente abbordabile per una vettura destinata alle gare.
I preparatori e le scuderie sportive fecero a gara per aggiudicarsi uno o più esemplari, da mettere a disposizione dei piloti privati che partecipavano ai vari campionati nazionali e internazionali, tanto che la FIAT dovette raddoppiare la produzione inizialmente prevista.

## Palmarès

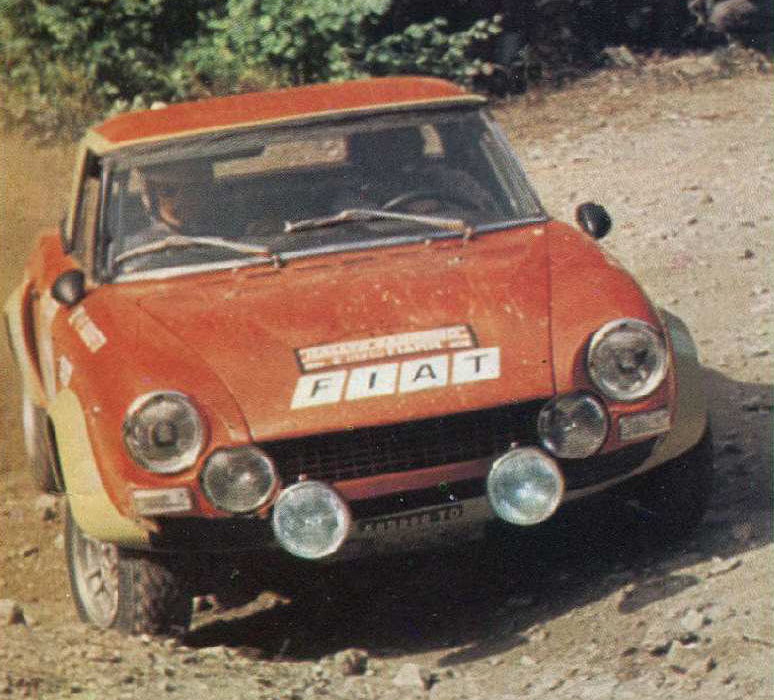
La 124 Abarth di Giulio Bisulli impegnata al Rally di Sanremo del 1974, valido per il Campionato del mondo rally

A livello mondiale, dal Campionato internazionale costruttori 1970 al Campionato del mondo rally 1975, per sei stagioni è stata la vettura di punta di casa FIAT, chiudendo al 2º posto della classifica costruttori per quattro stagioni consecutive, dal 1972 al 1975; pur mostrandosi tra le vetture più affidabili e competitive del panorama rallye di questo periodo, infatti, la 124 Abarth ha dovuto soccombere in primis alle Fulvia Coupé e Stratos dei "cugini" Lancia, oltreché alla A110 1800 di Alpine-Renault.
1970
- nel Campionato Italiano Rally

1972
- nel Campionato internazionale costruttori
- nel Campionato europeo rally con Raffaele Pinto e Gino Macaluso

1973
- nel Campionato del mondo rally

1974
- nel Campionato del mondo rally

1975
- nel Campionato del mondo rally
- nel Campionato europeo rally con Maurizio Verini e Francesco Rossetti
- nel Campionato Italiano Rally con Roberto Cambiaghi e Emanuele Sanfront
- nella Mitropa Cup con Vanni Tacchini - Gianti Simoni

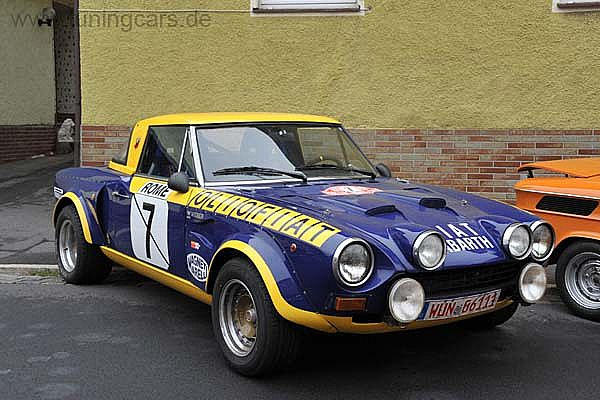
Una 124 Abarth di fine anni 1970, al tramonto della sua carriera sportiva, nella nuova livrea gialloblù Olio Fiat

Al di là delle competizioni mondiali, tra i suoi successi spiccano le due vittorie nel Campionato europeo rally (1972 e 1975). E fu proprio il 1975 il suo ultimo anno ufficiale di competizioni; dalla stagione 1976, infatti, la 124 Abarth verrà prima affiancata e poi definitivamente sostituita dalla nuova Fiat 131 Abarth Rally, sicuramente dalla linea meno sportiva, ma capace di ottenere migliori successi, come tre titoli mondiali Costruttori negli anni a venire.

### Vittorie nel mondiale rally
Nella tabella sono considerati anche i risultati degli anni 1970-1972 quando ancora il Campionato del mondo rally era il Campionato internazionale costruttori.
| Anno | Rally                      | Pilota         |
| ---- | -------------------------- | -------------- |
| 1972 | Rally dell'Acropoli        | Håkan Lindberg |
| 1972 | Österreichische Alpenfahrt | Håkan Lindberg |
| 1973 | Rally di Polonia           | Achim Warmbold |
| 1974 | Rally del Portogallo       | Raffaele Pinto |
| 1975 | Rally del Portogallo       | Markku Alén    |